# Actia chrysocera
Actia chrysocera är en tvåvingeart som beskrevs av Mario Bezzi 1923. Actia chrysocera ingår i släktet Actia och familjen parasitflugor.
Artens utbredningsområde är Seychellerna. Inga underarter finns listade i Catalogue of Life.